# Hohenzollern Typ mm
Die Hohenzollern Typ mm der Westdeutschen Eisenbahn-Gesellschaft (WeEG) waren meterspurige vierachsige Mallet-Verbundlokomotiven. Sie verkehrten ab 1900 auf verschiedenen Strecken der Gesellschaft. Die Lokomotiven waren bis 1958 im Einsatz und wurden danach verschrottet.

## Geschichte

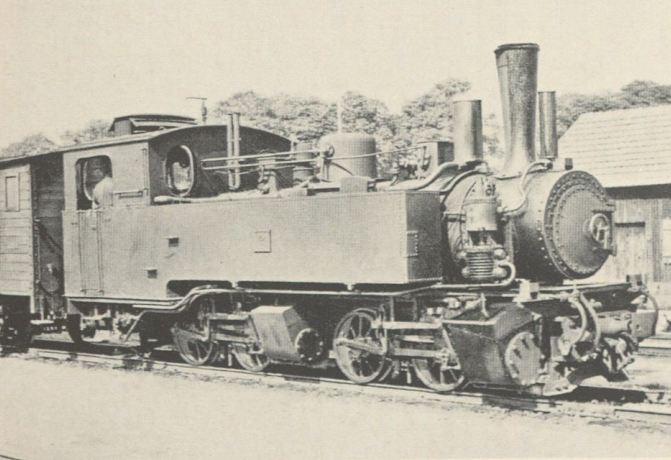
Lokomotive Nr. 2 1940 auf Bahnhof Neresheim

Nachdem sich die 1899 beschafften leichten Malletlokomotiven der Lokomotivfabrik Hohenzollern im Betrieb gut bewährten, bestellte die Westdeutsche Eisenbahn-Gesellschaft acht stärkere Lokomotiven. Die Lokomotiven unterschieden sich gegenüber den leichteren Lokomotiven nur gering. Sie waren in der Lage, in der Ebene einen Zug mit 728 t Last zu ziehen. Die WeEG gab den Lokomotiven anfangs die Bezeichnung 1m – 8m, wobei m die Bauart Mallet bedeutete. Zur Unterscheidung der leichten Mallet-Lokomotiven erhielten sie später die Bezeichnung 1mm bis 8mm, wobei mm mittelschwere Mallet-Lokomotiven bedeutete.
Zuerst waren zwei Lokomotiven bei der Härtsfeldbahn eingesetzt, sie dort trugen die Bezeichnungen 1 und 2 und besaßen die Fabriknummern 1498 und 1688. Die Lokomotiven waren auf der gebirgsähnlichen Strecke mit Steigungen bis 28 ‰ und Kurvenradien bis 80 m die ideale Variante für den Abschnitt bis Ballmertshofen, zumal auch nur mit geringen Geschwindigkeiten gefahren wurde. Als 1906 die Streckenverlängerung bis Dillingen hinzukam, wurden zwei weitere Lokomotiven beschafft, die die Nummern 3 und 4 erhielten, die Fabriknummern sind nicht bekannt. 1908 bereits wurde die letztgelieferte Lokomotive an die Euskirchener Kreisbahnen abgegeben. Dafür kamen zwei kleinere Lokomotiven zur Härtsfeldbahn.
Von den Württembergischen Nebenbahnen wurden drei Lokomotiven übernommen und erhielten die Bezeichnungen WN 1–3.  Während des Ersten Weltkrieges musste die Nummer 3 für den Kriegsdienst abgegeben werden und kam nicht zurück. Die beiden anderen Lokomotiven, die sich gut bewährten, waren bis 1956 bis zur Umstellung auf Triebwagenbetrieb bei der Härtsfeldbahn im Einsatz und wurden dann ausgemustert.
1914 und 1920 kamen zwei Lokomotiven zur Geilenkirchener Kreisbahn. Diese waren anfangs in Horrem beheimatet und auf der Bergheimer Kreisbahn im Einsatz, zeitweise jedoch auch auf der Brohltalbahn. 1913 wurden sie mit der Bergheimer Kreisbahn von der Preußischen Staatseisenbahn übernommen und als T 35 mit den Nummern 83 und 84 eingereiht, allerdings schon im Mai 1913 mit der Stilllegung des Meterspurbetriebes abgestellt.
1914 wurden sie von der WeEG zurückgekauft. Nach dem Rückkauf wurde die 3mm bei den Euskirchener Kreisbahnen eingesetzt. 1920 gelangte die Maschine zur Geilenkirchener Kreisbahn. Die 4mm war nach einer Hauptuntersuchung in der Werkstätte Liblar der WeEG schon 1914 zur Geilenkirchener Kreisbahn gekommen.
Die größten Neigungen bei der Kreisbahn betrug 20 ‰. Dort waren die Lokomotiven in der Lage, einen Zug mit drei auf Rollböcken oder Rollwagen beladenen Wagen zu ziehen. Beide Maschinen waren bis 1957 im Einsatz, ab 1955 dienten sie als Betriebsreserve bei Ausfall einer der beiden Diesellokomotiven V 10 und V 11. Die Lokomotiven erhielten in den 1930er Jahren elektrische Beleuchtung und nach dem Zweiten Weltkrieg geschweißte Wasserkästen.

## Konstruktion
Mallet-Lokomotive boten für die Beförderung schwerer Züge auf kurvenreichen Strecken mit schwachem Oberbau gute Voraussetzungen. Die hinteren beiden Achsen waren mit dem Hochdruck-Triebwerk fest im Rahmen gelagert, der als Innenrahmen ausgebildet war. Die vorderen beiden Achsen mit dem Niederdruck-Triebwerk waren in einem Drehgestell, das über einen Drehbolzen mit dem Hauptrahmen verbunden war, in einem Innenrahmen gelagert. Der Kessel stützte sich über Gleitplatten auf dem Drehgestell ab.
Die Lokomotiven hatten eine gedrungene Bauform mit geringem Achsstand, langem Schornstein und geringem Kesseldurchmesser. Zum Typ Hohenzollern Typ lm unterschieden sie sich durch die stärkere Kesselausführung, die größere Länge und Achsstand erforderte. Die Beschaffungskosten betrugen 38.000 Reichsmark gestiegen.
Die Steuerung erfolgte mit Flachschiebern, wobei die Schieberkästen schräg lagen. Die Loks besaßen zwei quaderförmige Sandkästen, die vom Führerstand manuell gesteuert wurden. Später wurden die Lokomotiven mit einer Leitung für die Dampfheizung ausgerüstet.
Beim Einsatz bei der Geilenkirchener Kreisbahn erhielten die Lokomotiven auf der Heizerseite zwei starke Ketten, mit denen Normalspurwagen auf die Rollbockanlage gezogen werden konnten. Bei den Geilenkirchener Kreisbahnen hatten sie ursprünglich eine Görlitzer Gewichtsbremse, später wurde eine indirekte Bremse verwendet. Die Lokomotiven besaßen die Balancierhebelkupplung. Zur Aufnahme der Kuppelstange für Rollwagen oder Rollböcke wurde der Mittelpuffer zweifach gelocht ausgeführt. Für den Rollwagenverkehr stand noch ein Zwischenwagen mit regulärer Zug- und Stoßeinrichtung zur Verfügung.